# 朗巴恩 (加利福尼亞州)
朗巴恩（英語：Long Barn）是位於美國加利福尼亞州圖奧勒米縣的一個人口普查指定地區。

## 地理
朗巴恩的座標為38°05′36″N 120°08′04″W / 38.09333°N 120.13444°W，而該地最高點為海拔高度1537米（即5043英尺）。

## 人口
根據2010年美國人口普查的數據，朗巴恩的面積為7.455平方千米，當中陸地面積為7.451平方千米，而水域面積為0.004平方千米。當地共有人口155人，而人口密度為每平方千米20人。